# Apokope (Sprachwissenschaft)
Als Apokope (von altgriechisch ἀποκοπή apokopḗ, deutsch ‚Abschneidung‘, ‚Weglassung‘; IPA [aˈpoːkope]) bezeichnet man in der Sprachwissenschaft den Wegfall eines unbetonten Endvokals (Sprachlaut) oder einer unbetonten Endsilbe eines Wortes am Wortende, Bsp.: im Haus = im Hause. Die Apokope steht somit im Gegensatz zur Paragoge, welche die Lautanfügung am Wortende bezeichnet. Den Wegfall von Lauten im Wortinneren nennt man Synkope. 
Eine Apokope kann einen Aspekt der Wortbildung darstellen und dem Ausbau des Wortschatzes dienen. Sie kann im Verlauf des Sprach- oder Lautwandels eintreten oder als rhetorische Figur genutzt werden.
In der Morphologie bezeichnet eine Apokope eine Wortbildung durch Wegfall von Wortbestandteilen, z. B. französisch cinéma statt cinématographe.
Im Deutschen ist die Apokope des Endungs-e verbreitet. Als apokopiert bezeichnet man hier Wörter, die nach der normalisierten mittelhochdeutschen Grammatik ein Endungs-e hatten, das im aktuellen Sprachstand der Mundarten geschwunden ist. Betroffen davon ist der größte Teil des deutschen Sprachgebiets. Nur in einem Streifen am Nordrand der Mittelgebirge blieb das Endungs-e erhalten, dazu in einigen Dialekten am Südrand des Sprachgebiets. Neben Wörtern, in denen dem Endungs-e keine grammatische Funktion zukommt, beispielsweise „müde“ → „müd“ (das Symbol → steht für „entwickelt sich zu“), sind auch Wörter betroffen, in denen dem Endungs-e eine grammatische Funktion zukam oder zukommt. Beispiele dafür sind das Imperativ-e, beispielsweise „laufe“ → „lauf“, das Dativ-e, beispielsweise „dem deutschen Volke“ → „dem deutschen Volk“, das Plural-e, beispielsweise „Gänse“ → „Gäns“ oder das Präteritum-e, beispielsweise „führte“ → „führt“. Die Apokope des Präteritum-e macht Präteritum und Präsens der schwachen Verben in der dritten Person Singular ununterscheidbar und wird von manchen Sprachwissenschaftlern als Ursache für den oberdeutschen Präteritumschwund angesehen.
Anfänglich konkurrierten im neuhochdeutschen Sprachgebiet verschiedene Schreibnormen: In der oberdeutschen Schreibsprache war es üblich, das in den dortigen Mundarten geschwundene Endungs-e nicht zu schreiben, während die sächsische Kanzleisprache das in den Mundarten Sachsens nicht geschwundene Endungs-e ausschrieb. Dieser Norm folgte auch Martin Luther. Das Auslaut-e galt den oberdeutschen Schreibern folglich als lutherisches e. Im heutigen Standarddeutsch wird das Auslaut-e nach der Norm geschrieben und gesprochen und dringt aus dem Standarddeutschen erneut in die Umgangssprache vor.
Aktuell wird in der deutschen Umgangssprache im Norden das „e“ nicht apokopiert, in der Mitte und im Süden wird das „e“ apokopiert und „ich hab“ anstelle von „ich habe“ gesprochen. Gelegentlich werden beide Formen als richtig akzeptiert, etwa die Apokope der Dativ-Endung „dem Hause“ oder „dem Haus“ oder die Synkope der Genitiv-Endung, etwa „des Sprachgebiets“ oder „des Sprachgebietes“.